# نزهة الوفي
نزهة الوفي (1970, قلعة السراغنة ) سياسية مغربية تنتمي لحزب العدالة والتنمية. تم تعيينها يوم 5 أبريل 2017 في منصب كاتبة للدولة لدى وزير الطاقة والمعادن والتنمية المستدامة مكلفة بالتنمية المستدامة في حكومة سعد الدين العثماني. ولجت قبة البرلمان منذ 2007، وبعد مراكمتها لتجربة مهمة خلال عشر سنوات من العمل الجاد والترافع القوي عن قضايا المواطنين ومغاربة العالم، تقلدت الوفي منصب نائب رئيس مجلس النواب بعد انتخابات 7 أكتوبر 2016.

## حياتها
حصلت نزهة الوافي على باكالوريا تخصص العلوم التجريبية سنة 1990، ثم إجازة في الأدب العربي سنة 1996 بمراكش قبل أن تحصل على الماستر في علم الاجتماع بجامعة السربون سنة 2002 في باريس ثم دكتوراه في علم الاجتماع المتخصص من جامعة محمد الخامس بالرباط تحت عنوان “المواطنة العابرة للحدود دراسة سوسيولوجية للمهاجرين المغاربة” وتعمل كأستاذة مساعدة في قسم العلوم الاجتماعية في جامعة أليساندريا قرب تورينو بإيطاليا خلال سنة 2005 و2007.
تولت الوافي مهمة الإشراف على مشروع أوروبي «حقوق حركية المهاجرين بإيطاليا» في تورينو بإيطاليا، وعلى المشروع البحثي «المدونة، الرمز الجديد للأسرة المغربية» في معهد باراليلي الأورو-متوسطي وجمعية ألما تيرا، في تورينو.شغلت الوافي منصب عضو في الجمعية البرلمانية لمجلس أوروبا ما بين عامي 2011 و2016، كما شغلت منصب رئيسة منتدى المهارات المغربية في الخارج.

## قضايا حقوق الإنسان
عرفت الوافي بدفاعها المستميت عن قضايا مغاربة العالم، وهي رئيسة منتدى مغرب الكفاءات، وعضو الجمعية البرلمانية لمجلس أوروبا. انخرطت في لجان مكافحة العنصرية، وحماية حقوق المهاجرين في هولندا وإيطاليا، والدفاع عن حقوق العاملات المغربيات في دول الخليج، وساعدها في ذلك قدرتها على التحدث بأربع لغات العربية والفرنسية والإنجليزية والإيطالية
انخرطت الوافي في لجنة للهجرة تابعة للحزب الديمقراطي من أجل مكافحة العنصرية بشمال إيطاليا، وهي اللجنة التي كانت تضم مجموعة من المحامين والسياسيين الذين ينتمون لمختلف الجنسيات والديانات، إذ مكنها الانخراط من اللقاء مع بيترو مارشينارو، الذي عادت لتلتقيه خلال الولاية البرلمانية السابقة ببرلمان مجلس أوروبا كرئيس للجنة السياسية، فقامت بالتنسيق معه لصالح القضية الوطنية طيلة مدة انتدابها بمجلس أوروبا.

## بداية العمل السياسي
عاشت الوافي بدايات العمل السياسي بعد تأسيس حزب العدالة والتنمية في نسخته الأولى، عندما كان يحمل اسم الحركة الشعبية الدستورية الديمقراطية، فدأبت على ارتياد مقر الحزب محليا ما بين سنة 1996 و1998، وكانت عضوة نشيطة وفاعلة آنذاك، وبدأت تضع الحجر الأساس لشخصيتها السياسية، إلا أن قرار الهجرة الذي اتخذته رفقة زوجها إلى أوروبا، وبالضبط إيطاليا، جعلها تبتعد عن الأنظار وعن الحزب.